# Суперм'яч

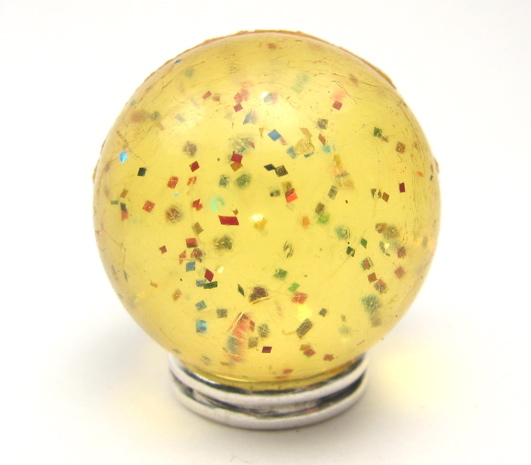
Суперм'яч з частинками блиску, що лежить на основі. Напівпрозора гума пожовкла від віку.

Суперм'яч (англ. Super Ball або Superball) — це іграшковий стрибучий м'яч на основі типу синтетичного каучуку, винайдений у 1964 році хіміком Норманом Стінглі. Це надзвичайно еластичний м'яч із Zectron, який містить синтетичний полімер полібутадієн, а також гідратований кремнезем, оксид цинку, стеаринову кислоту та інші інгредієнти. Ця сполука вулканізується з сіркою при температурі 165 °C і формується під тиско 3500 МПа. Утворений Суперм'яч має дуже високий коефіцієнт відновлювання, і якщо його кинути з рівня плеча на тверду поверхню, він відскакує майже повністю назад; кинутий на тверду поверхню середньостатистичною дорослою людиною, він може перелетіти через триповерховий будинок.

## Історія

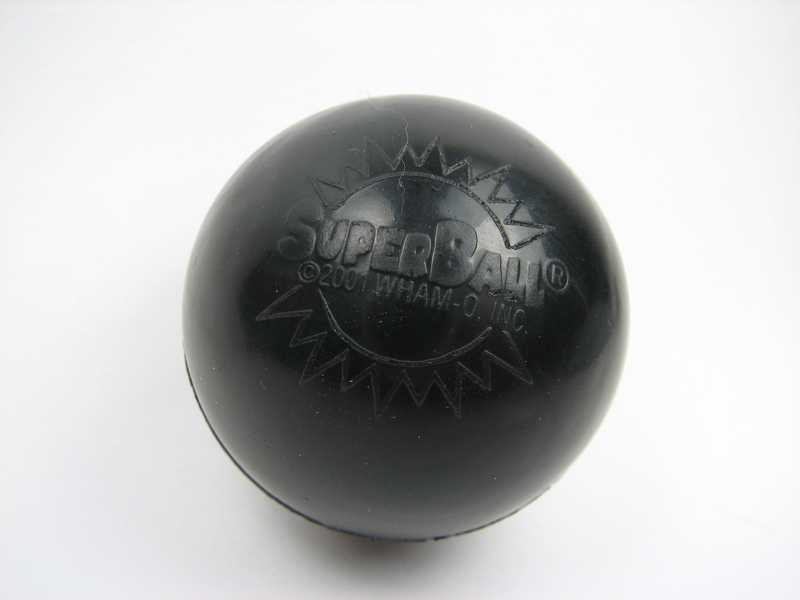
Фірмовий Wham-O Super Ball 2001 року

Стінглі шукав застосування своєму полібутадієновому синтетичному каучуку, а також когось, хто міг би його виробляти. Спочатку він запропонував свій винахід компанії Bettis Rubber Company, на яку працював у той час, але вони відмовилися, оскільки матеріал був не надто міцним. Тож Стінглі відніс його компанії Wham-O, яка займалася виробництвом іграшок; вони працювали над розробкою більш міцної версії, яку виробляють і сьогодні.
«Нам знадобилося майже два роки, щоб усунути недоліки Суперм'яча, перш ніж ми випустили його», — розповідав Річард Кнерр, президент Wham-O в 1966 році. «Він завжди мав дивовижну пружинистість… Але у нього була властивість розлітатися на шматки. Ми виправили це за допомогою технології формування під дуже високим тиском. Зараз ми продаємо мільйони».
Суперм'яч став модним, коли його презентували. Пікове виробництво сягало понад 170 тисяч м'ячів на день. До грудня 1965 року було продано понад шість мільйонів, а радник президента США Мак-Джордж Банді відправив п'ять десятків м'ячів до Білого дому для розваги персоналу. Виконавчий віце-президент Wham-O Річард Кнерр знав, що тренди недовговічні. «Кожен відскок Суперм'яча на 92 % вищий за попередній», — сказав він якось. «Якщо наші продажі не знизяться швидше, то ми це зробили». Спочатку повнорозмірний Суперм'яч продавався за 98 центів у роздріб; до кінця 1966 року його барвисті мініатюрні версії продавалися всього за 10 центів у торгових автоматах.
Наприкінці 1960-х років компанія Wham-O виготовила гігантський Суперм'яч розміром приблизно з кулю для боулінгу як рекламний трюк. Він випав з вікна 23-го поверху (за деякими даними — з даху) австралійського готелю та знищив припаркований кабріолет під час другого відскоку.
У 1965 році композитор Алсідес Ланца придбав кілька Суперм'ячів для свого сина, але незабаром почав експериментувати зі звуками, які вони видавали, коли їх терли по струнах піаніно. Результатом стала його композиція Plectros III (1971), в якій він вказує, що виконавець повинен використовувати пару Суперм'ячів на паличках молоточками, якими можна бити і терти струни та корпус піаніно.
Ламар Гант, засновник Американської футбольної ліги і власник клубу «Канзас-Сіті Чифс», спостерігав, як його діти гралися з Суперм'ячем, а потім ввів термін «Супербоул». Він написав листа комісару НФЛ Піту Розеллу від 25 липня 1966 року: «Я жартома назвав це „Супербоул“, який, очевидно, можна вдосконалити». Власники франшизи ліги вирішили назвати AFL–NFL World Championship Game, але ЗМІ одразу підхопили назву Супербоул Ганта, яка стала офіційною, починаючи з третьої щорічної гри в 1969 році.

## Фізичні властивості
Згідно з одним дослідженням, ручку застромити в тверду гумову кульку і кинути з певної висоти, ручка може відскочити на висоту, що в кілька разів перевищує цю висоту". Якщо Суперм'яч кинути без обертання на тверду поверхню, а зверху на нього покласти невеликий шарикопідшипник, то підшипник відскочить на велику висоту.
Вчителі фізики в середній школі використовують Суперм'ячі для навчання учнів звичайним і незвичайним моделям ударів.
«Шорстка» поверхня Суперм'яча робить його ударні характеристики відмінними від інших подібних гладких м'ячів. Поведінка, що виникає в результаті, є досить багатогранною. Суперм'яч було використано як ілюстрацію принципу інваріантності зворотного ходу часу.
Спостерігається, що Суперм'яч змінює напрямок обертання при кожному відскоку. Цей ефект залежить від тангенціального коефіціенту зчеплення та ефекту тертя при зіткненні. Він не може бути пояснений теорією удару твердих тіл і не стався б, якби м'яч був ідеально твердим. Тангенціальний коефіцієнт зчеплення — це ступінь, до якого одне тіло чіпляється за інше, а не ковзає по ньому в точці зіткнення.

## Патент
- Стінглі, Норман Х. — «Високопружна полібутадієнова куля» [Архівовано 2017-07-28 у Wayback Machine.]